# Santa Cristina (isola)
Santa Cristina è un'isola della Laguna Veneta nord-orientale.
Situata a nordest di Burano e a nordovest di Lio Piccolo, è lambita a nord dalla palude del Bombagio e a sud dalla palude della Centrega.

## Storia
Santa Cristina è il resto più consistente dell'arcipelago di Ammiana, un centro lagunare fiorito fino al XII secolo, quando la zona cominciò a impaludarsi e a decadere. Sull'isola sorgeva un monastero di benedettine dedicato a san Marco.
Secondo alcuni, il luogo sacro fu fondato dalla famiglia Falier nel VII secolo, anche se la prima citazione scritta si trova nella Cronaca Gradense del 1185, che ne ricorda la dipendenza dal vicino monastero di San Lorenzo. A tale proposito, si ricorda un documento del 1229 in cui il monastero di San Marco rispose in vece di San Lorenzo attorno a una questione di terreni situati a Lio Piccolo.
Nel 1325 il cenobio accolse le reliquie di santa Cristina di Tiro, appena trafugate da Costantinopoli, allorché fu reintitolato alla martire. Questo avvenne quando l'isola era già in piena decadenza ambientale: nel 1332 è attestata la necessità di intervenire sugli edifici, mentre nel 1340 le monache tentarono di trasferirsi a Santa Maria degli Angeli di Murano, ma il Senato ordinò loro di tornare nel loro monastero.
Negli anni successivi le condizioni della zona divennero proibitive e nel 1432 l'ultima monaca rimasta, Filippa Condulmer, ebbe il permesso di stabilirsi nel monastero di Sant'Antonio di Torcello. Con lei partirono anche le spoglie di Santa Cristina che, successivamente, furono traslate a San Francesco della Vigna dove si trovano tuttora.
Dopo un periodo di abbandono, l'isola venne colonizzata per lo svolgimento delle attività agricole e la vallicoltura  (almeno dalla seconda metà del Cinquecento, come dimostrano le mappe dell'epoca), situazione che, nonostante i vari passaggi di proprietà, perdurerà sino al Novecento. Una mappa di fine Settecento attesta che Santa Cristina è dei Donà e che è sfruttata grazie a una rete idrica interna; su di essa sorgono una casa domenicale, alcuni annessi, un faro, una casetta in muratura e un oratorio.
Tra il 1930 e il 1970 Santa Cristina fu nuovamente abbandonata (sebbene sia documentata l'occasionale presenza di mezzadri). Solo dal 1972 l'allora proprietario ne iniziò il recupero.
È stata acquistata dalla famiglia Swarovski nel 1986 la quale, attraverso la società S. Cristina s.r.l., ha dato vita a un'efficiente azienda vocata all'agricoltura biologica. Risulta quindi una delle poche isole minori a essere state validamente riportate alla loro vocazione originaria. Oggi è gestita dai coniugi Sandra e Rene Deutsch, quest'ultimo figliastro di Gernot Langes-Swarovski.